# Assé-le-Boisne
Assé-le-Boisne è un comune francese di 907 abitanti situato nel dipartimento della Sarthe nella regione dei Paesi della Loira.

## Società

### Evoluzione demografica
Abitanti censiti